# Глинка (Забайкальский край)
Гли́нка (Харчето́й) — село в Хилокском районе Забайкальского края России, административный центр сельского поселения «Глинкинское».

## География
Расположено у линии Забайкальской железной дороги, на правом берегу реки Хилок, в 37 км к западу от районного центра — города Хилок.

## История
Село возникло в 1895—1896 годах как рабочий стан строителей Забайкальской железной дороги, затем как разъезд № 40. В 1930—1980 годах в селе действовала железнодорожная станция Харчетой, кирпичный завод, мельница, пекарня, отделение Сосновского ЛПХ; располагались главные усадьбы колхозов им. Ворошилова, «Победа», участки колхозов «Родина» и «Мир».

## Население
| 1926 | 2002 | 2010 | 2012 | 2013 | 2014 | 2015 |
| ---- | ---- | ---- | ---- | ---- | ---- | ---- |
| 175  | ↗421 | ↘284 | ↘275 | ↘263 | ↘250 | ↗252 |
| 2016 | 2017 | 2018 | 2019 | 2020 | 2021 |      |
| ↘248 | ↗249 | →249 | ↘240 | →240 | ↘211 |      |

## Транспорт
Развито автомобильное и железнодорожное транспортное сообщение. Проходит автомобильная дорога Байкал, связывающая города Улан-Удэ и Чита.
Участок Мухоршибирь—Глинка протяжённостью 179 километров строила 159-я отдельная дорожно-строительная бригада (159-я одсбр).

## Экономика
Основное занятие жителей — обслуживание железной дороги, сельскохозяйственное производство в коллективном и личных подсобных хозяйствах.